# Luino
Luino ist eine italienische Gemeinde mit 14.176 Einwohnern (Stand 31. Dezember 2023) in der Provinz Varese, Region Lombardei. Die größte Stadt am Ostufer des Lago Maggiore ist berühmt für ihren allwöchentlich mittwochs stattfindenden Markt.

## Geografie
Die Stadt liegt nur wenige Kilometer von der Schweizer Grenze entfernt an den Voralpenhängen rund um den Lago Maggiore und bedeckt eine Fläche von 20,95 km². Ernest Hemingway schrieb in seinem Roman Farewell to Arms: Ich sah eine keilförmige Lücke zwischen den Bergen auf der anderen Seite und dachte, das muss Luino sein. Zu Luino gehören die Fraktionen Baggiolina, Biviglione, Bonga, Casa Colombaro, Casa Demenech, Casa Donato, Casa Ferrario, Casa Ferrattina, Casa Pozzi, Cascina Pastore, Case Mirabello, Colmegna, Creva, Fornasette, Girasole, Il Gaggio, Il Valdo, La Brughiera, La Speranza, Longhirolo, Molino, Monte Bedea, Motte, Pezza, Pezzalunga, Pezze, Pianazzo, Poppino, Roggiolo, Ronchi, San Pietro, Tecco, Torretta, Trebedora, Vignone und Voldomino. Das steile Ufer des Lago Maggiore öffnet sich hier zum ersten Mal weiträumig. Der Fluss Tresa, welcher sich aus dem Luganersee (271 m ü. M.) hier in den Lago Maggiore (193 m ü. M.) ergiesst, hat ein breites Delta ausgebildet und eine offene Ebene geschaffen. Der Lago Maggiore bildet die Grenze zwischen den beiden italienischen Regionen, Lombardei und Piemont. Die Nachbargemeinden sind Agra, Brissago-Valtravaglia, Cannero Riviera (Provinz Verbano-Cusio-Ossola), Cannobio (VB), Cremenaga, Dumenza, Germignaga, Maccagno con Pino e Veddasca, Monteggio und Montegrino Valtravaglia.

## Geschichte
Eine römische Besiedlung ist mit Funden aus dem 3. Jahrhundert nach Christus nachgewiesen.
Im Mittelalter entwickelte sich ein Städtchen, welches für das Hinterland das regionale Zentrum war und durch die Schifffahrt eine gewisse Bedeutung erlangte. Abwechslungsweise wurde Luino von einflussreichen Familien aus Mailand oder aus Como verwaltet. 1512–1515 war es Untertanenland der Schweizer Eidgenossen, welche das Gebiet während ihrer Mailandfeldzüge kurzfristig erobert hatten. Nach der Niederlage in der Schlacht bei Marignano geriet es unter die Herrschaft Frankreichs. 1541 verlieh Karl V. der Stadt das Marktrecht und legte damit den Grundstein für den touristisch weit herum bekannten Wochenmarkt.
1848 versuchte Giuseppe Garibaldi mit einem Handstreich, die österreichischen Besatzer aus Luino zu vertreiben – in Erinnerung an diesen Versuch errichteten die Luinesi im Jahre 1867 ihrem Freiheitshelden das erste Denkmal auf italienischem Boden. 1861 wurde die Fremdherrschaft der Österreicher mit dem Risorgimento abgelöst und Italien schuf seinen eigenen Nationalstaat. Nach der vorübergehenden Vereinigung der lombardischen Provinzen mit dem Königreich Sardinien wurde die Gemeinde Luino mit 2.535 Einwohnern, die von einem fünfzehnköpfigen Gemeinderat und einem zweiköpfigen Stadtrat verwaltet wird, gemäß der durch das Gesetz vom 23. Oktober 1859 festgelegten Gebietsaufteilung in das Mandamento V von Luvino (Luino), Bezirk II von Varese, Provinz Como, eingegliedert. Bei der Gründung des Königreichs Italien im Jahr 1861 hatte die Gemeinde 2.404 Einwohner (Volkszählung 1861). Nach dem Gemeindegesetz von 1865 wurde die Gemeinde von einem Bürgermeister, einer Junta und einem Rat verwaltet. Im Jahr 1867 wurde die Gemeinde in denselben Bezirk, Kreis und dieselbe Provinz eingegliedert (Verwaltungsbezirk 1867).
Die Regierung des neu gegründeten Nationalstaates bemühte sich, eine eigene Wirtschaftspolitik zu betreiben und verfolgte dieses Ziel auch mit entsprechenden Einfuhrbestimmungen und Zollvorschriften. Im Jahr 1882 wurde die Eisenbahnlinie nach Bellinzona, der Hauptstadt des Kantons Tessin, eröffnet. Luino wurde zu einem internationalen Bahnhof an der Transitstrecke für Güter, die aus dem neuen Gotthard-Eisenbahntunnel kamen und für den Hafen von Genua bestimmt waren. Die verbesserten Verbindungen förderten in der zweiten Hälfte des 19. Jahrhunderts eine lebhafte und produktive Industrialisierung im Gebiet von Luino.
Bis 1889 trug die Gemeinde den Namen Luvino, danach wurde sie in Luino umbenannt. Im Jahr 1924 wurde die Gemeinde in den Bezirk Varese der Provinz Como eingegliedert. Nach der Gemeindereform von 1926 wurde die Gemeinde von einem Podestà verwaltet. Im Jahr 1927 wurde die Gemeinde der Provinz Varese zugeschlagen. Im Jahr 1928 wurden die aufgelösten Gemeinden Germignaga, Voldomino und Brezzo di Bedero zur Gemeinde Luino zusammengefasst (Königlicher Erlass Nr. 17 vom 5. Januar 1928). Nach der Gemeindereform von 1946 wurde die Gemeinde Luino von einem Bürgermeister, einer Junta und einem Rat verwaltet. Im Jahr 1947 wurde die oben genannte Gemeinde Germignaga neu gebildet. Wohnbevölkerung in der Gemeinde Luino: 11.040 Einwohner (Volkszählung 1951). 1953 wurde die oben genannte Gemeinde Brezzo di Bedero neu gebildet (Präsidialdekret Nr. 490 vom 30. Mai 1953). 1955 wurde der Ortsteil Colmegna, der von der Gemeinde Maccagno abgetrennt war, der Gemeinde Luino zugeschlagen. Im Jahr 1971 hatte die Gemeinde Luino eine Fläche von 2.095 Hektar.

## Bevölkerung
| Bevölkerungsentwicklung | Bevölkerungsentwicklung | Bevölkerungsentwicklung | Bevölkerungsentwicklung | Bevölkerungsentwicklung | Bevölkerungsentwicklung | Bevölkerungsentwicklung | Bevölkerungsentwicklung | Bevölkerungsentwicklung | Bevölkerungsentwicklung | Bevölkerungsentwicklung | Bevölkerungsentwicklung | Bevölkerungsentwicklung | Bevölkerungsentwicklung | Bevölkerungsentwicklung | Bevölkerungsentwicklung |
| ----------------------- | ----------------------- | ----------------------- | ----------------------- | ----------------------- | ----------------------- | ----------------------- | ----------------------- | ----------------------- | ----------------------- | ----------------------- | ----------------------- | ----------------------- | ----------------------- | ----------------------- | ----------------------- |
| Jahr                    | 1751                    | 1805                    | 1809                    | 1853                    | 1861                    | 1881                    | 1901                    | 1921                    | 1931                    | 1951                    | 1961                    | 1971                    | 2001                    | 2004                    | 2021                    |
| Einwohner               | 1.200                   | 1.446                   | *2.604                  | 2.258                   | 2.404                   | 3.023                   | 5.989                   | 7.265                   | 9.655                   | 10.693                  | 11.275                  | 14.118                  | 14.179                  | 14.234                  | 14.248                  |

- 1809 Fusion mit Germignaga und Voldomino

## Wirtschaft

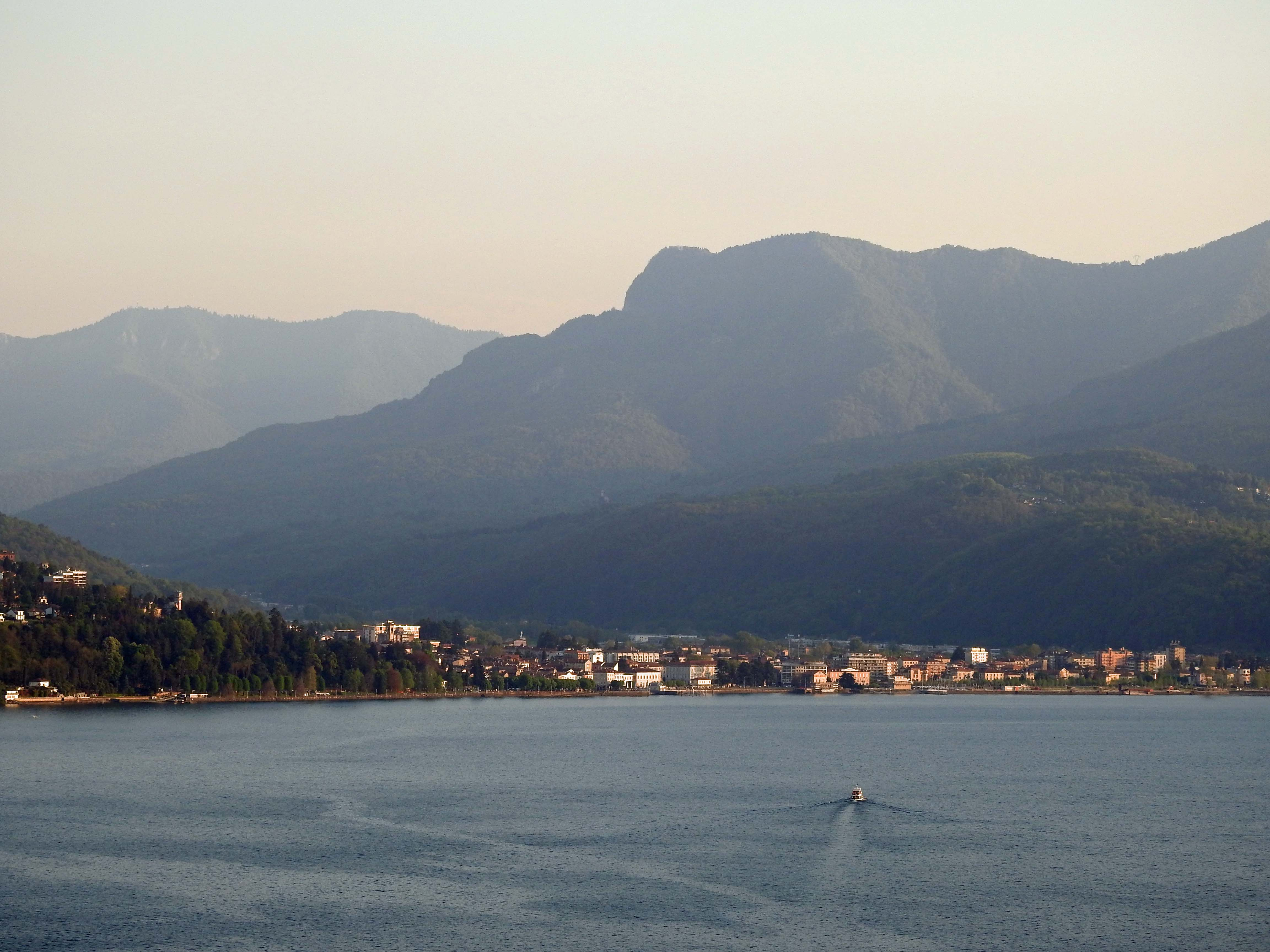
Luino am Lago Maggiore

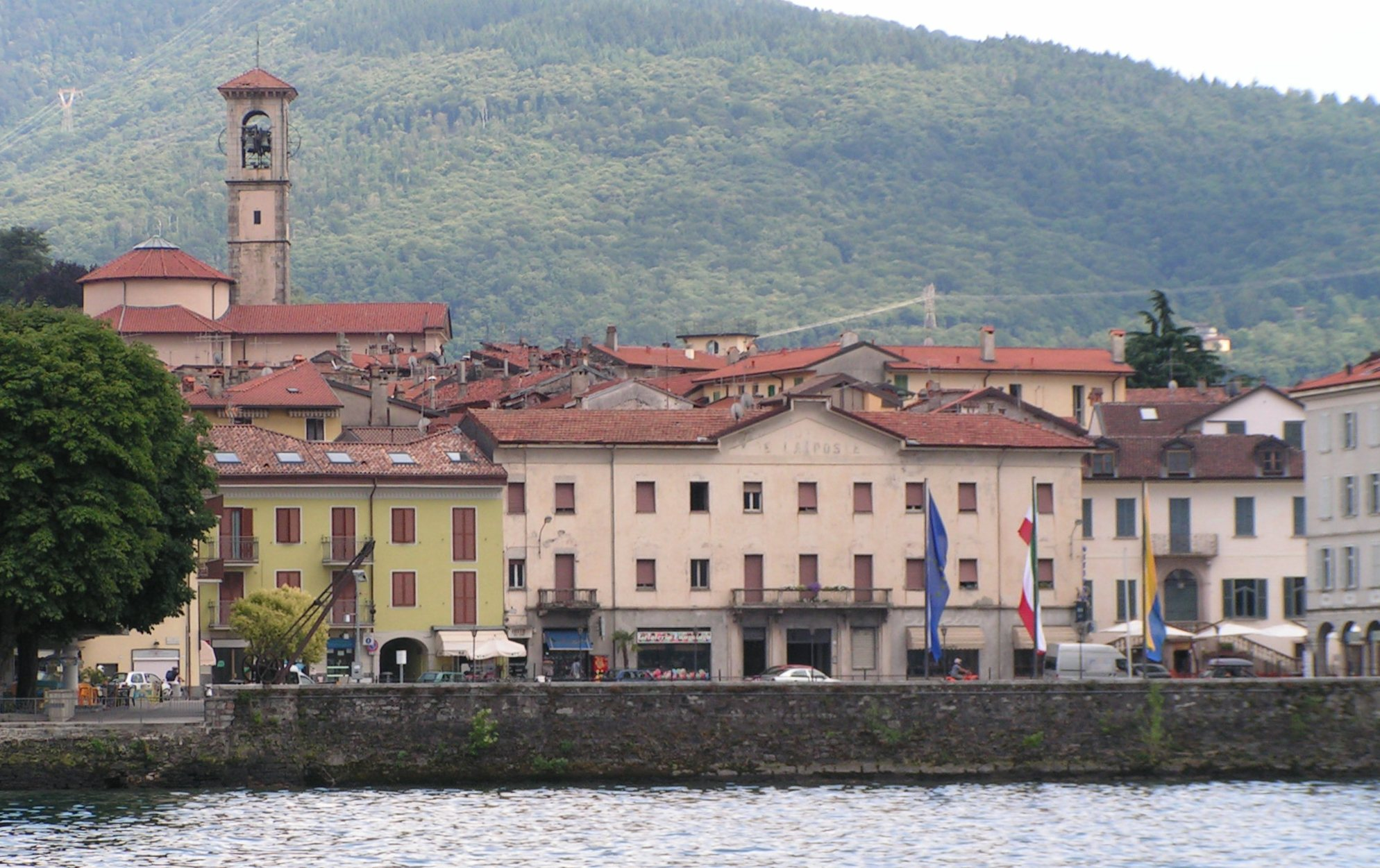
Luinos Hafen

### Grenzgänger
Die Grenzgänger sind ein wichtiger wirtschaftlicher Faktor der Gemeinde Luino. Die genaue Zahl der in Luino wohnenden wird statistisch nicht erfasst. Da etwa 72.000 italienische Bürger insgesamt täglich zur Arbeit in die Schweiz pendeln, kann für Luino von 800–1000 Grenzgängern ausgegangen werden.
Das hat positive Auswirkungen auf den Bau- und Immobiliensektor, Gastronomie oder auch die örtlichen Geschäfte. Es spiegelt sich aber auch im Mietpreis wider, der im Schnitt, auch für Ferienwohnungen, über den anliegenden Gemeinden liegt.

### Tourismus
Durch Veränderungen der Reisegewohnheiten (Auto, Flugzeug) ist in Luino im Vergleich zu früheren Jahren der Tourismus zurückgegangen. Mangelnde Unterbringungsmöglichkeiten in Hotels tragen dazu bei. Viele ehemalige Hotels sind im Zuge der wirtschaftlichen Veränderungen wie europäische Grenzöffnung (Luino hatte ein großes Zolllager) und Auslagerung von industrieller Produktion in Staaten Osteuropas bankrottgegangen.
Allerdings gehört Luino wegen seiner schönen geografischen Lage zu einem starken Markt für Ferienwohnungen und -Häusern in Italien. Das führt zu viel Bautätigkeit und Arbeitsplätzen in der Erhaltung und Pflege.
Auch der Tagestourismus aus der Schweiz oder dem südlichen Deutschland spielt für Restaurants und Gaststätten eine wichtige Rolle.

### Wochenmarkt

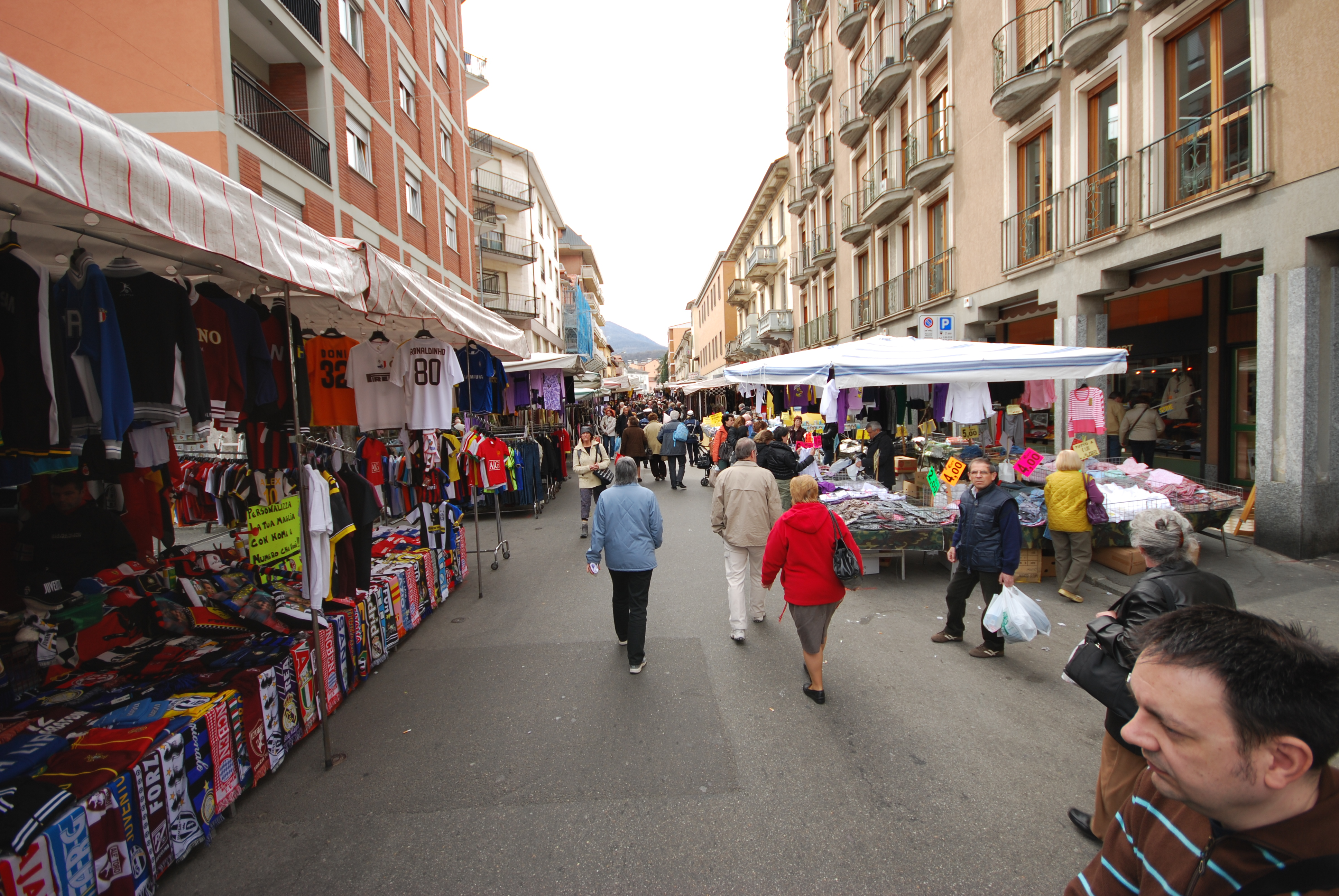
Marktstände in der Via Vittorio Veneto

Luino veranstaltet jeden Mittwoch zwischen 6 Uhr und 17 Uhr einen Markt, der zu den größten in Europa gehört. Je nach Wetter und Jahreszeit gibt es um die 400 Stände.
Die Besucherzahl lässt sich nur schätzen, variiert je nach Wetter und Jahreszeit. Aber die Bedeutung des Wochenmarktes wird unterstrichen durch angebotene Busreisen aus der Schweiz, Deutschland, Belgien und sogar aus Holland. Die Frequenz der öffentlichen Verkehrsmittel aus der Schweiz wird erhöht und in jeder Jahreszeit Sonderbusse eingesetzt.
Erstmals veranstaltet im Jahr 1535 im Wechsel mit der Nachbargemeinde Maccagno, ging im Jahr 1541 das Marktrecht auch alleinig an Luino. Vieh, Getreide wurden angeboten und lokale Handwerker zeigten ihre Produkte.
Standgebühren, der kommunale Parkplatz am See, Strafzettel für Falschparker sind für das Gemeinde-Budget ein wichtiger Faktor. Auch hier profitiert, neben den gastronomischen Ständen auf dem Markt, die örtliche Gastronomie und damit natürlich der Arbeitsmarkt.
Da der Markt auf den drei wichtigsten Straßen veranstaltet wird und sich bis zum Bahnhof zieht verzeichnen auch Einzelhändler gesteigerte Umsätze. Die dadurch entstehende Verkehrssituation stellt für die Einwohner eine Herausforderung dar.

### Ehemalige Textilindustrie in Luino
Die in schweizerischen Händen liegende Textilindustrie hat ab 1868 über 1000 Arbeitsplätze geschaffen. Sie belieferte mit ihren Produkten Absatzmärkte in der ganzen Welt. Das günstige Umfeld mit der sicheren Energieversorgung, Rekrutierungsmöglichkeiten für Arbeitskräfte in der Region und der Anbindung an das öffentliche Verkehrsnetz trugen zum Erfolg dieser Entwicklung bei.
Um gute Voraussetzungen für die Ausbildung der Kinder der Kaderangestellten aus der Deutschschweiz zu schaffen, wurde 1883 die Schweizer Schule Luino gegründet.

## Verkehr

### Auto
Autobahnen
Die nächsten Anschlüsse an den Straßenfernverkehr sind:
- Autobahn A2 (Schweiz) Lugano-Nord (21 km) – Bestandteil der Europastraßen E25 & E35
- Autobahn A8 Mailand – Varese, Anschluss Varese und Richtung Ghirla (28 km)
- Autobahn A26 Genua – Gravellona Toce, Richtung Mailand, Ausfahrt Sesto Calende – Vergiate (43,5 km)

Luino liegt an der Straße SP62 nach Varese. Ponte Tresa ist über die SP61 erreichbar und die SP69 verbindet Luino mit Sesto Calende und somit auch mit dem Flughafen Malpensa.

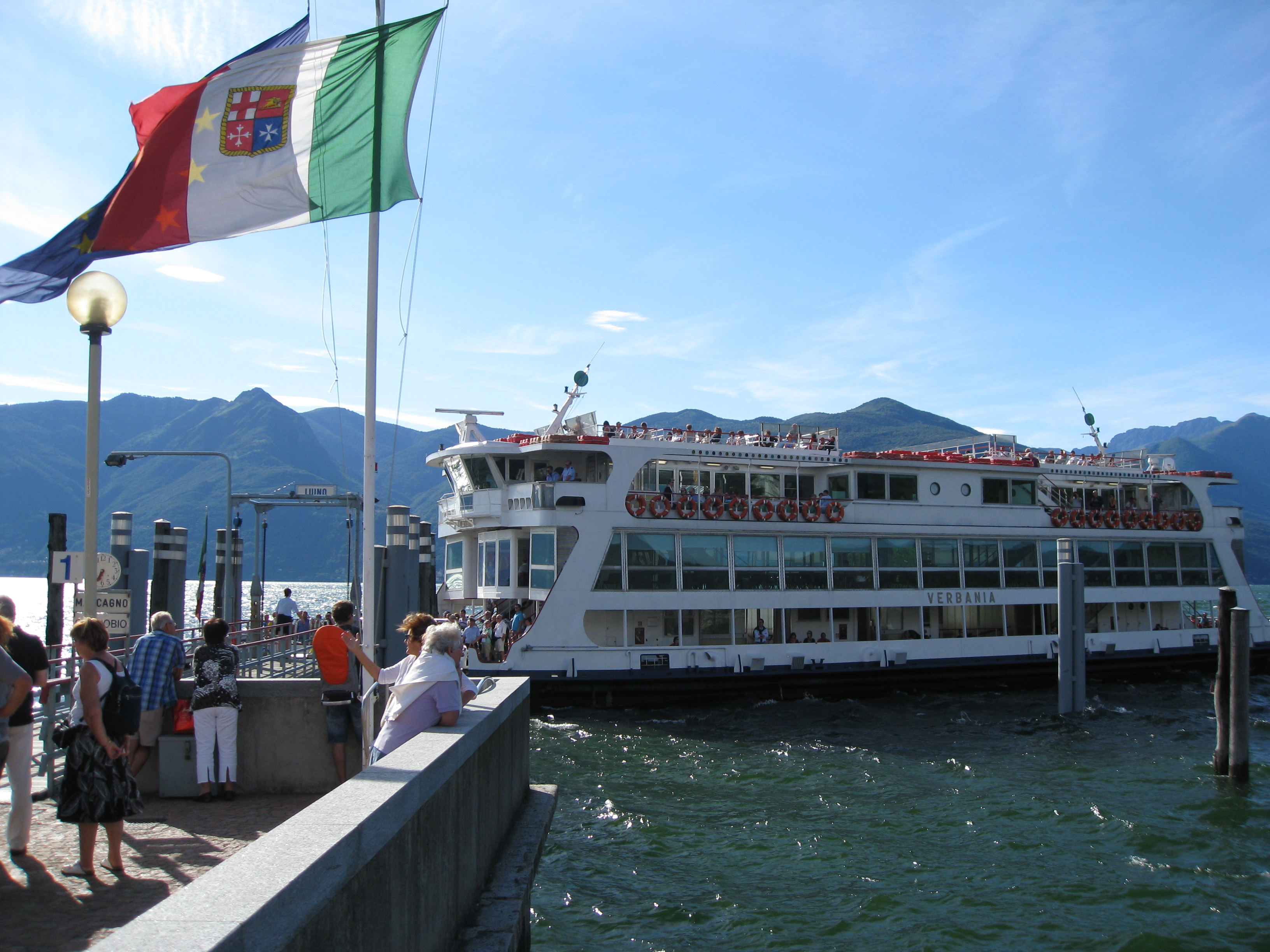
Schiffsanleger Luino mit ankommendem Schiff

### Bus & Schiff
Luino ist mit dem Bus oder den Linien der Schifffahrt zu erreichen. Der Schiffsanlegeplatz liegt direkt am Eingang zum Markt. Die Linien dienen eher touristischen Zwecken und stellen für das tägliche Leben der Einwohner keine oder kaum eine Erleichterung dar.
Die Buslinien verbinden die umliegenden Gemeinden mit Luino, von dort wiederum führen Linien nach Varese, Lugano, Ponte Tresa und in die Magadinoebene, mit diesen Verbindungen zum Teil ebenfalls in die umliegenden Gemeinden wie Mesenzana.

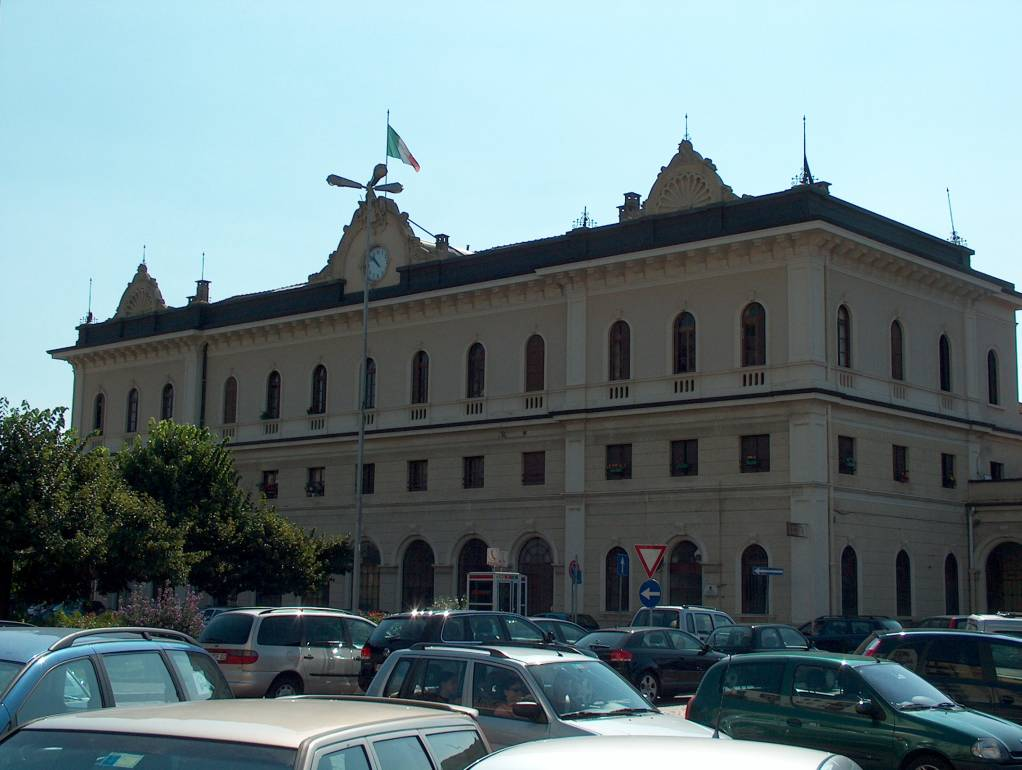
Bahnhof Luino an der 1882 in Betrieb genommenen Bahnstrecke Luino–Oleggio

### Eisenbahn
Die S30 verbindet Luino mit Bellinzona und Gallarate, von dort mit Umsteigen auch den Flughafen Malpensa.

#### Luino und die Gotthardbahn
Das ursprüngliche Projekt der Gotthardbahn sah einen Anschluss an das italienische Streckennetz bei Novara vor und sollte am Ufer des Lago Maggiore entlangführen. Aufgrund der Intervention der Eidgenossenschaft, zusammen mit der Metropole Mailand, wurde in der Folge der Ceneri-Variante der Vorzug gegeben und die Strecke im Juni 1882 in Mailand eröffnet. Die Variante über Luino wurde ebenfalls gebaut und im gleichen Jahr nur sechs Monate später eingeweiht. Das imposante Bahnhofgebäude, errichtet nach den Plänen von Giovanni Faini und die großzügigen Gleisanlagen erinnern noch heute daran, dass hier einst die internationale Strecke Berlin – Genua geplant war. Von 1885 bis 1950 verband eine Schmalspurbahn Luino mit Lavena Ponte Tresa mit einer Fortsetzung von Ponte Tresa nach Lugano.

#### Entwicklungen im Laufe der Zeit
1906 wurde die Simplonlinie in Betrieb genommen und der Grenzbahnhof Luino verlor damit an Bedeutung. Die Schließung der Bahnverbindung während des Ersten Weltkrieges leitete den Niedergang der prosperierenden Gemeinde ein. Luino erlangte, obwohl sich die Ortschaft in Italien befindet, dank der Eisenbahnverbindung von Giubiasco an der Gotthardbahn schweizweite Bekanntheit. Von 1885 bis 1950 (elektrifiziert 1918) verband eine Schmalspurbahn Luino mit Ponte Tresa am Luganersee.

## Kultur und Sehenswürdigkeiten

### Sakrale Bauten
- Pfarrkirche Santi Pietro e Paolo mit vier Fresken (Evangelisten) des Malers Raffaele Casnedi aus Runo
- Oratorium San Pietro beim Friedhof mit Fresken (15. Jahrhundert) und Fresko Adorazione dei Magi der Schule von Bernardino Luini; in der Apsis Gemälde Madonna col Bambino, san Giovanni Battista e san Francesco d’Assisi (1647) aus der Kirche Madonna del Carmine. Der erste Kern der Kirche geht auf das 12. Jahrhundert zurück. Untersuchungen, die während der konservativen Restaurierung von 1968 durchgeführt wurden, belegen dies, und heute ist der Glockenturm das wichtigste Zeugnis dieser frühen Struktur. In den ersten Jahrzehnten des 17. Jahrhunderts wurde an der Südseite des mittelalterlichen Gebäudes eine Kapelle errichtet, um ein beliebtes Fresko zu schützen, das zuvor an der Außenwand des Glockenturms angebracht war. In den folgenden Jahren wurde die Kapelle mit Freskenzyklen überzogen, die der Kunsthistoriker Bernard Berenson zunächst einem frühen Eingriff von Bernardino Luini zuschrieb, später aber als ein Werk identifizierte, das auf ein verlorenes Original von Bramantino zurückgeht. In der Mitte des 16. Jahrhunderts wurden einige wichtige Arbeiten wahrscheinlich Gerolamo Quadrio anvertraut, der zu dieser Zeit bereits mit dem Bau der Kirche San Giuseppe im Auftrag der Familie Marliani beschäftigt war. Im Zuge dieser Arbeiten wurde die neue Fassade errichtet. Die Kirche war bis zum Ende des 16. Jahrhunderts eine Pfarrkirche, als auf Anordnung von Karl Borromäus die Kirche der Heiligen Peter und Paul im Zentrum von Luino errichtet wurde.
- Kirche San Giuseppe, Architekt Carlo Felice Soave (1749–1803) aus Lugano, mit Orgel (1683) restauriert von Vincenzo Mascioni aus Cuvio

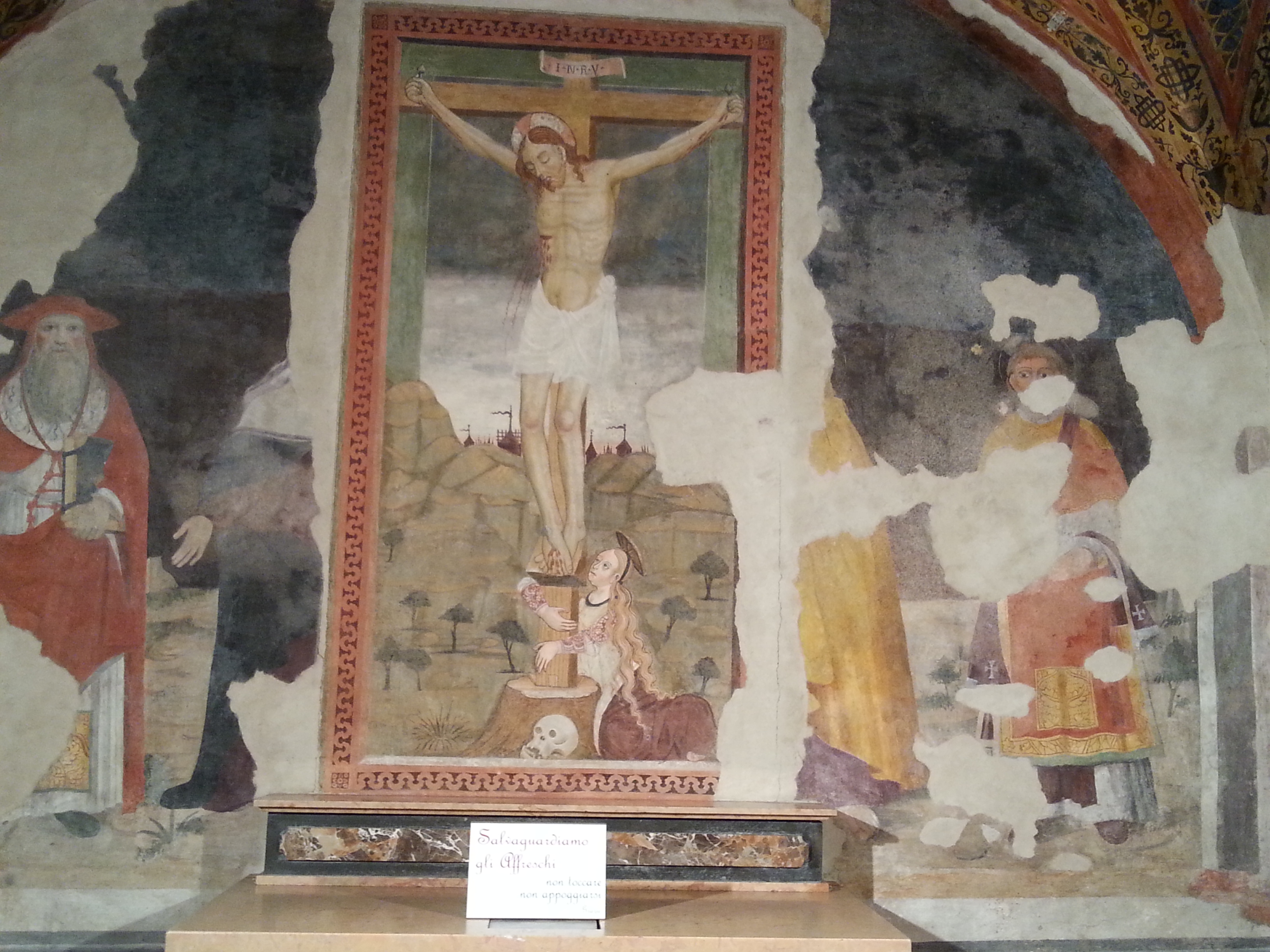
Wallfahrtskirche Santa Maria del Carmine, Kreuzigung mit der Heiligen Magdalena von Guglielmo Jotti da Montegrino

- Wallfahrtskirche Santa Maria del Carmine mit Fresken (15. – 16. Jahrhundert) und Orgel (1857) von Francesco Carnisi. Der ursprüngliche Grundriss der Kirche ist im heutigen Bauwerk noch deutlich zu erkennen: Das durch Wärmeschutzfenster beleuchtete Kirchenschiff ist in zwei von Kreuzgewölben überdachte und durch einen Spitzbogen getrennte Joche unterteilt. Die halbrunde Apsis, die von einer halbkugelförmigen Kuppel bedeckt ist, stammt wahrscheinlich aus der gleichen Zeit. Die Seitenkapellen, von denen eine aus dem Jahr 1665 und die andere vom Anfang des 18. Jahrhunderts stammt, sind mit Stuck verziert. Die Fassade ist giebelständig und weist einen kleinen Säulengang auf, der das Eingangsportal überdeckt und von zwei dorischen Säulen aus Baveno-Granit getragen wird. Dieser Säulengang wurde während der Erweiterungsarbeiten in der zweiten Hälfte des 17. Jahrhunderts. Die hölzernen Beichtstühle und die Kanzel stammen aus dem Jahr 1687. Die wichtigsten Fresken der Kirche befinden sich in der ersten Kapelle links vom Eingang, deren Wände vollständig mit sakralen Szenen aus dem Jahr 1544 bedeckt sind. An der Rückwand sind die Geburt Christi, die Verkündigung und die Kreuzigung des Malers Guglielmo Jotti da Montegrino[3] zu sehen, während sich in der Gewölbeleibung, die die Kapelle vom Kirchenschiff trennt, Medaillons mit Propheten und der Heiligen Katharina befinden. Das Eingangsportal besteht aus zwei verzierten Schultern und einem Architrav mit feudalen Wappen und Girlanden (was eine Datierung vor 1497 ermöglicht). Darüber befindet sich eine Lünette, die eine Terrakotta-Skulpturengruppe mit der Darstellung der Madonna mit Kind umschließt. Der Glockenturm aus dem 17. Jahrhundert steht in der Apsis. Das Dach besteht aus einer Holzkonstruktion, die die mit Ziegeln bedeckten Dachflächen trägt, während der Fußboden aus Terrakotta besteht, der während der konservativen Restaurierungsarbeiten zwischen 1987 und 1990 verlegt wurde.
- Kirche San Biagio in der Fraktion Voldomino. Die erste Erwähnung der Kirche stammt aus der Zeit zwischen dem Ende des 13. und dem Beginn des 14. Jahrhunderts, als sie im Liber Notitiae Sanctorum Mediolani erwähnt wurde. Die romanischen Ursprünge des Gebäudes sind also dokumentiert, auch wenn das heutige Bauwerk keine Spuren mehr davon aufweist. Im Jahr 1398 wurde die Kirche mit der Figur des custos, d. h. eines ständigen Verwalters, sowie mit dem Vorhandensein der für den Unterhalt des Klerus und der Sakristei erforderlichen Güter in Verbindung gebracht. Außerdem befand sich die heutige Bezugspfarrkirche von San Biagio, die Kirche Santa Maria Assunta in Voldomino, zu dieser Zeit in Privatbesitz: Diese beiden Bedingungen gaben der Kirche von Voldomino den Keim des zukünftigen und bevorstehenden Status einer Pfarrei. Im Jahr 1503 wurde eine Madonna von Loreto an eine Seitenwand der alten Kirche gemalt. Das Werk, das heute noch existiert, trägt die Unterschrift von Guglielmo Jotti da Montegrino, das Datum und den Namen des Spenders, der das Werk finanziert hat. Einige Jahre später wurde an der gegenüberliegenden Wand ein Fresko gemalt, das einen großen Heiligen Christophorus darstellt. Im Jahr 1668 segnete der Oblate Orazio Martignoni, Propst von Valtravaglia, das renovierte Oratorium ein: Der Presbyteriumsbereich war teilweise wieder aufgebaut worden, der Saal war vollständig neu errichtet worden und zwei Spiegelfassaden waren erhöht worden. Die Gestaltung der Hauptfassade, die nach unten gerichtet war und sich durch eine Serliana über dem Portal auszeichnete, wurde in der Fassade des Presbyteriums, die nach oben gerichtet war, übernommen, auch wenn die Serliana in diesem Fall nicht einem Fenster entsprach, sondern nur eine Parade war. Im Jahr 1965 wurde das Oratorium aufgegeben und sein Abriss war geplant. Zufälligerweise und glücklicherweise wurden die oben beschriebenen Freskenzyklen unter dem Innenputz gefunden: Diese Entdeckung war der Auslöser für eine Volksinitiative zur Restaurierung des Gebäudes. Die Fresken wurden wiederhergestellt und die Kirche wurde renoviert. Die konservative Restaurierung der Fresken der Muttergottes von Loreto und des Heiligen Christophorus wurde von Carlo Alberto Lotti durchgeführt.
- Kirche Santa Maria Assunta im Voldomino
- Pfarrkirche Unserer Lieben Frau von Lourdes in der Fraktion Creva
- Kirche Santa Caterina bei der Fraktion Colmegna. Die ersten Aufzeichnungen über die Kirche gehen auf das Jahr 1526 zurück, als der Pfarrer von Agra, einem Dorf flussaufwärts von Colmegna, die Kirche verpflichtete, den Gottesdienst im damaligen Oratorium der Heiligen Katharina zu halten. Im Jahr 1574 wurde es von Kardinal Karl Borromäus und vier Jahre später auch von seinen Delegierten besucht. Zwischen 1682 und 1690 wurde der Hochaltar umgebaut und ein Gemälde der Heiligen Jungfrau Maria angebracht, das von einem Mitglied der Familie Procaccini gemalt und von Carlo Federico Lanfranchi testamentarisch gestiftet wurde. Im 18. Jahrhundert wurde die Fassade umgebaut. Zwischen 1864 und 1875 wurde an der Südseite eine neue Sakristei gebaut und ein Glockenturm errichtet. Diese Arbeiten konnten dank der Beiträge verschiedener Urlauber durchgeführt werden, darunter Henry Wynne, Hauptmann der Privatgarde von Königin Victoria, der der Kirche 1874 eine großzügige Spende hinterließ. Im Jahr 1888 ersetzte der Rektor der Kirche, Angelo Melli, den Hochaltar aus dem 17. Jahrhundert mit der Leinwand, die die mystische Hochzeit der Heiligen Katharina darstellt, durch einen neuen. Zwei Jahre später wurde eine Seitenkapelle errichtet, die demselben Heiligen gewidmet ist. Im Jahr 1930 wurde gegenüber der ersten Kapelle eine zweite Seitenkapelle errichtet, die der Heiligen Jungfrau vom Karmel gewidmet ist und in der ein Votivsimulakrum aufgestellt wurde.
- Kirche Santa Maria Immacolata in der Fraktion Motte
- Kirche Beata Vergine Addolorata in der Fraktion Pianazzo
- Kirche Beata Vergine del Carmelo in der Fraktion Longhirolo
- Kirche Beata Vergine del Rosario in der Fraktion Roggiolo.

## Zivile Bauten

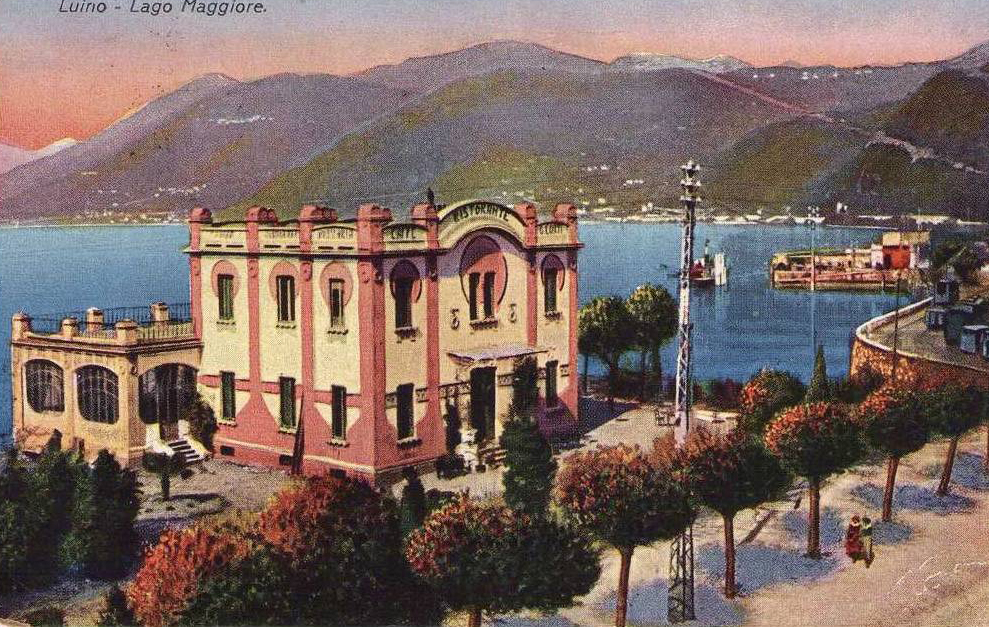
Der Palazzo Verbania noch als Kursaal

- Palast Crivelli Serbelloni, Architekt Carlo Felice Soave
- Denkmal mit Statue von Giuseppe Garibaldi des Bildhauers Alessandro Puttinati (1867)
- Palazzo Verbania, aufwändig restauriertes ehemaliges Hotel und Kursaal am See, das jetzt als Kulturzentrum und Sitz des Touristenbüros dient. Es beherbergt Wechselausstellungen und das Archiv von Piero Chiara und Vittorio Sereni.

### Museen
- Eisenbahnmuseum Verbano
- Stadt-Archäologisches Museum mit Kunst-Galerie und Fossilien

### Andere Sehenswürdigkeiten
- Wanderweg Variante 3V – Via Verde Varesina

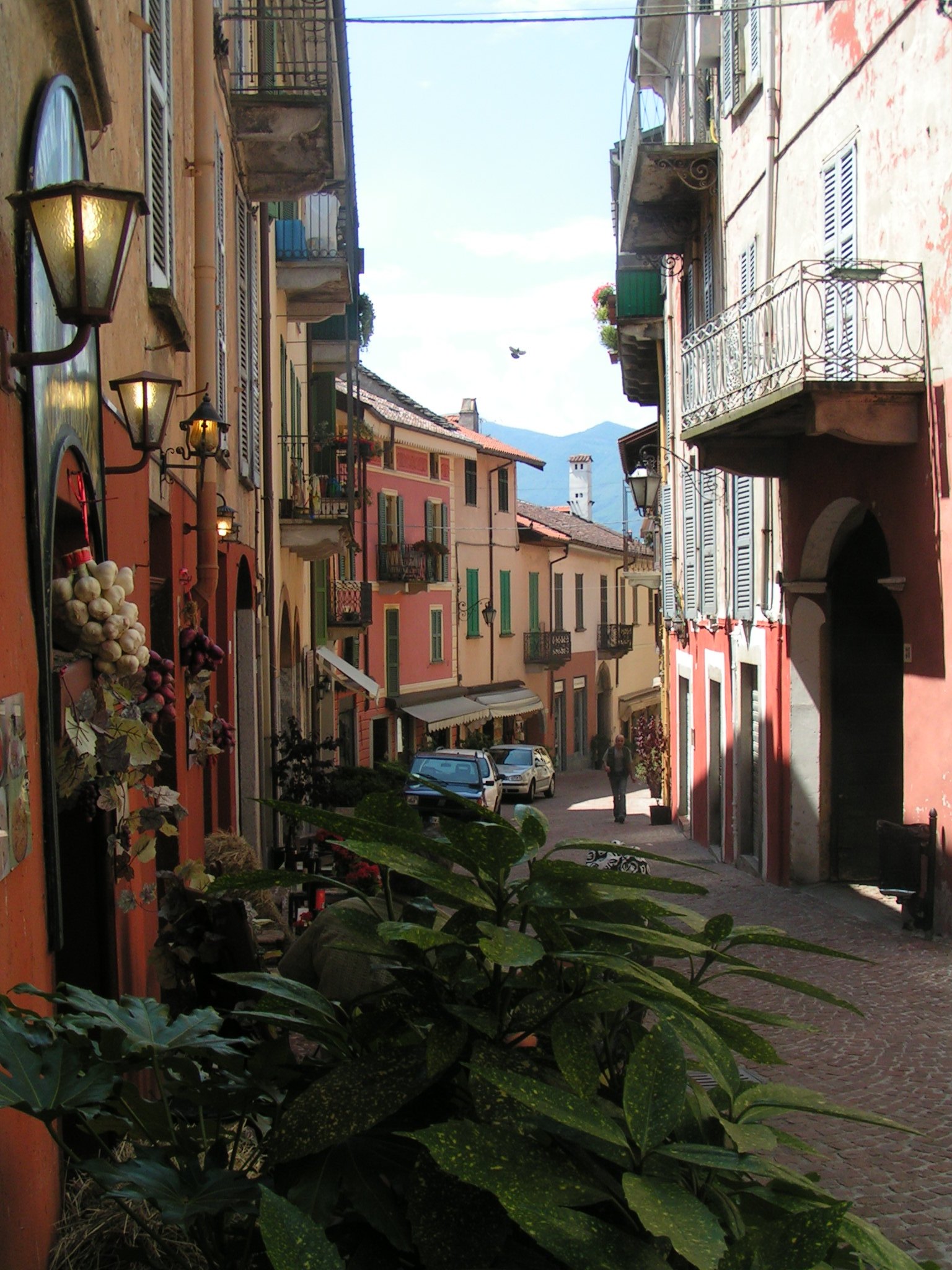
Altstadtgasse
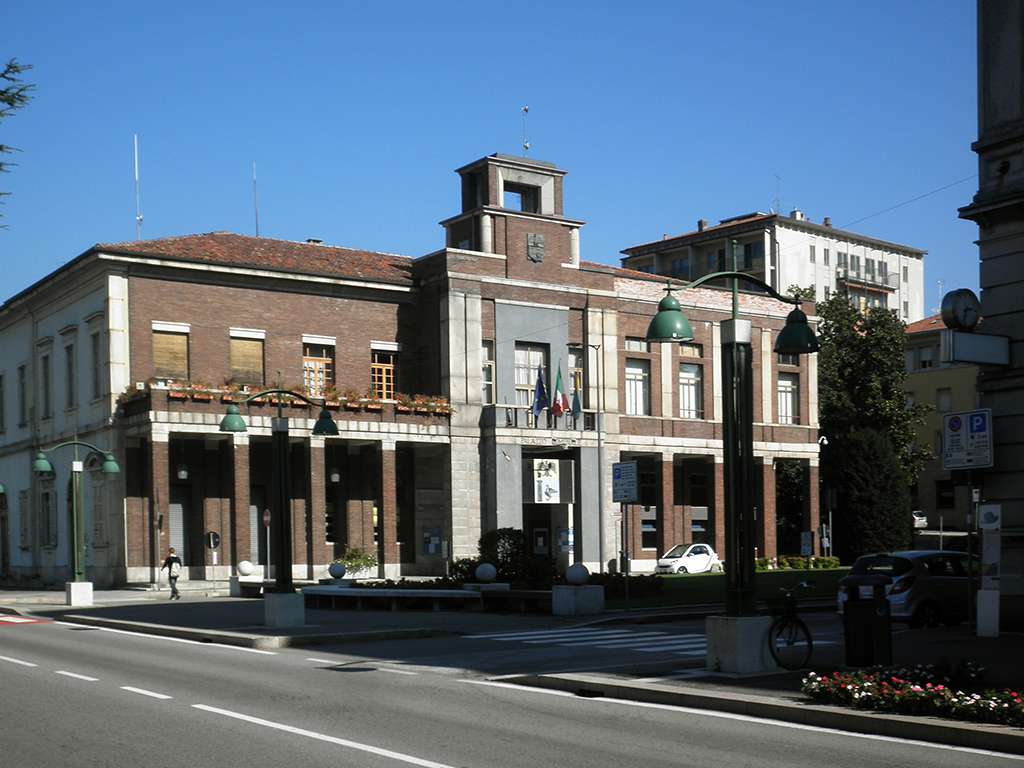
Gemeindehaus
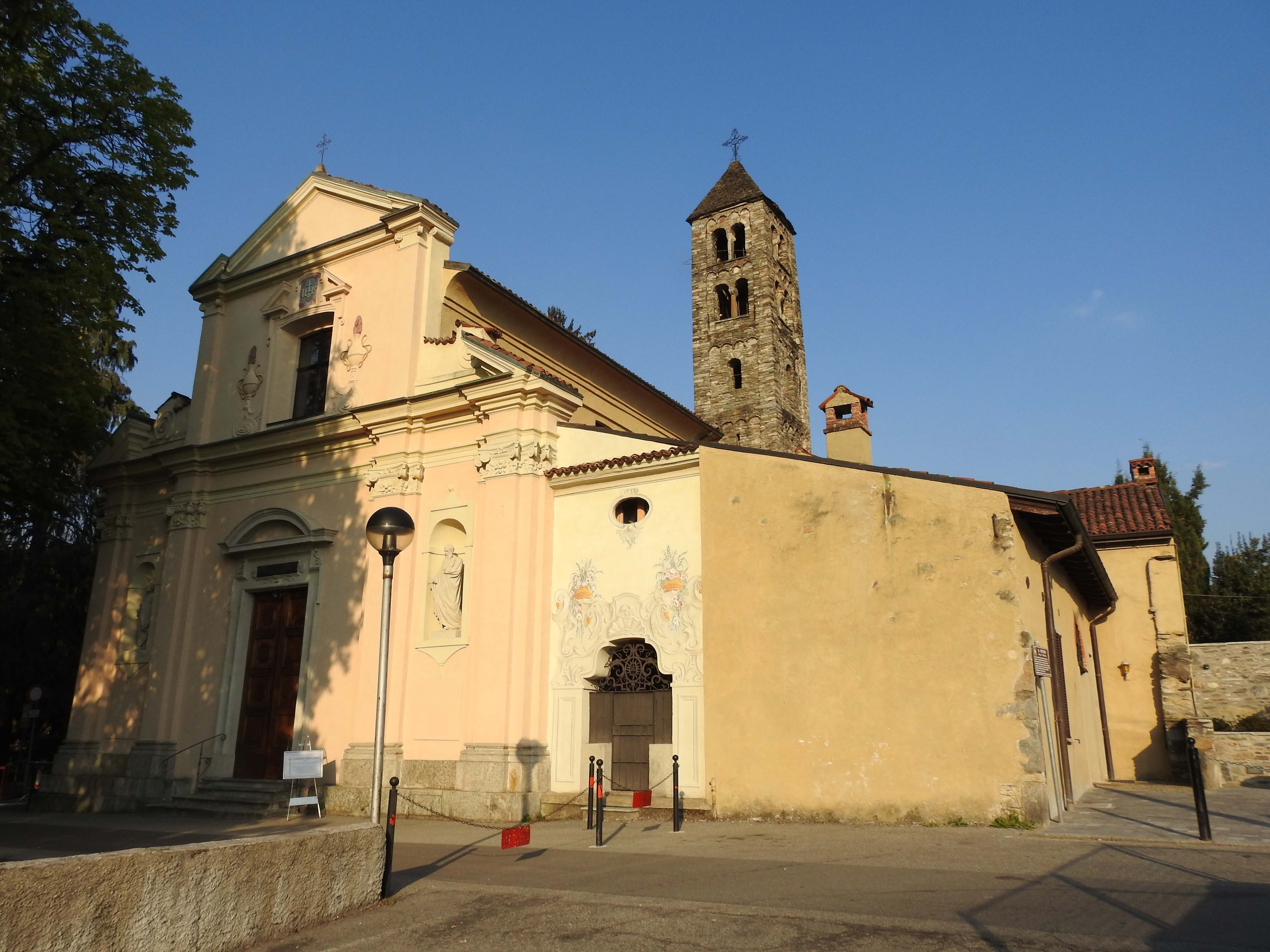
Chiesa Santi Pietro e Paolo
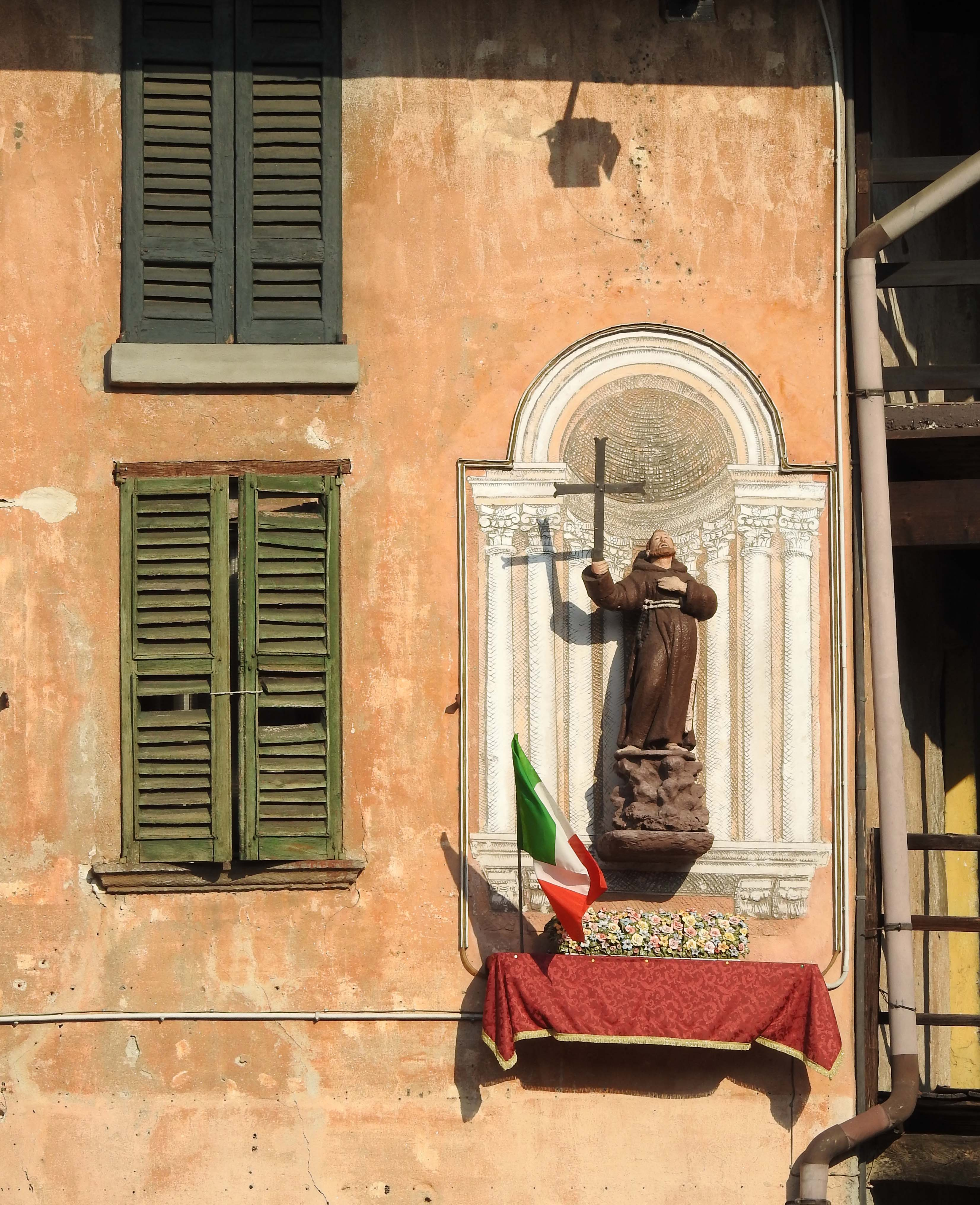
Hausfigur an der Piazza San Francesco

## Sportvereine
- Aeromodellisti Luino – Flugmodell
- Associazione Danza Sport Luino – Tanz
- Associazione Velica Alto Verbano (AVAV) – Segeln und Windsurfen
- Atletica Luino – Athletik
- Luino FBC – Fußball
- Sub Alto Verbano – Tauchen
- Tennis Club Lago Maggiore – Tennis
- Verbano Luino – Basketball.

## Städtepartnerschaften
Luino pflegt eine Partnerschaft mit der südfranzösischen Stadt Sanary-sur-Mer.

## Söhne und Töchter der Stadt
- Piero Chiara (1913–1986), Schriftsteller
- Vittorio Sereni (1913–1983), Dichter, Schriftsteller, Übersetzer
- Dario Fo (1926–2016),  Schriftsteller und Kabarettist
- Sarah Maestri (* 1979), Schauspielerin
- Maria Colombo (* 1989), Mathematikerin

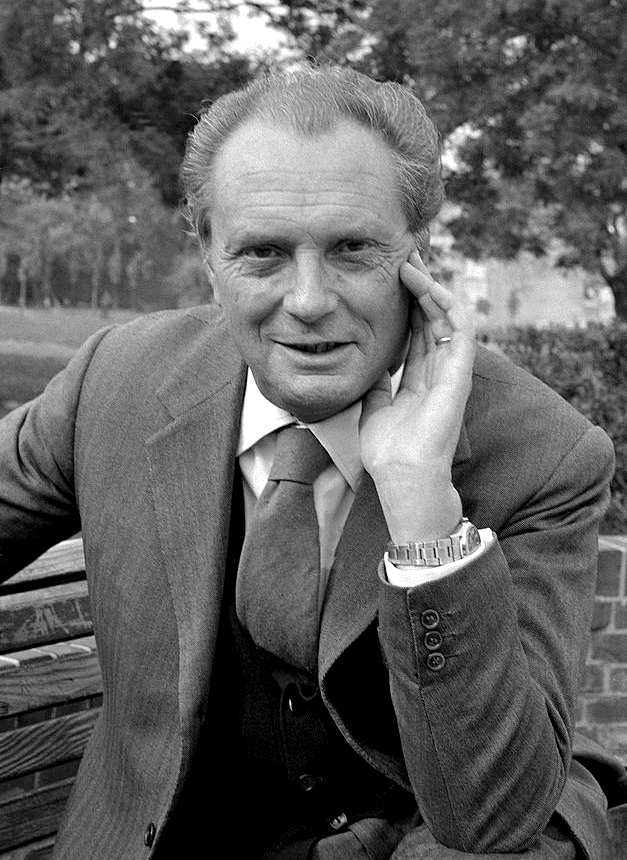
Vittorio Sereni
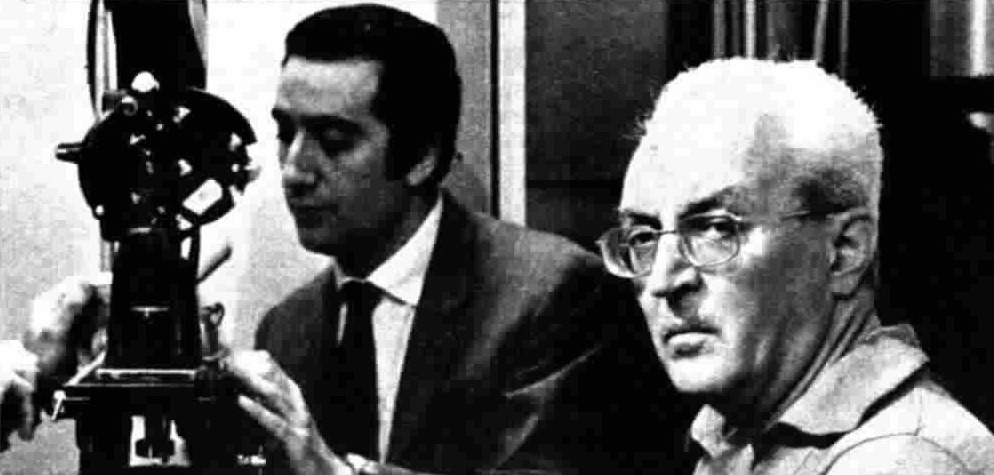
Piero Chiara und Paolo Nuzzi
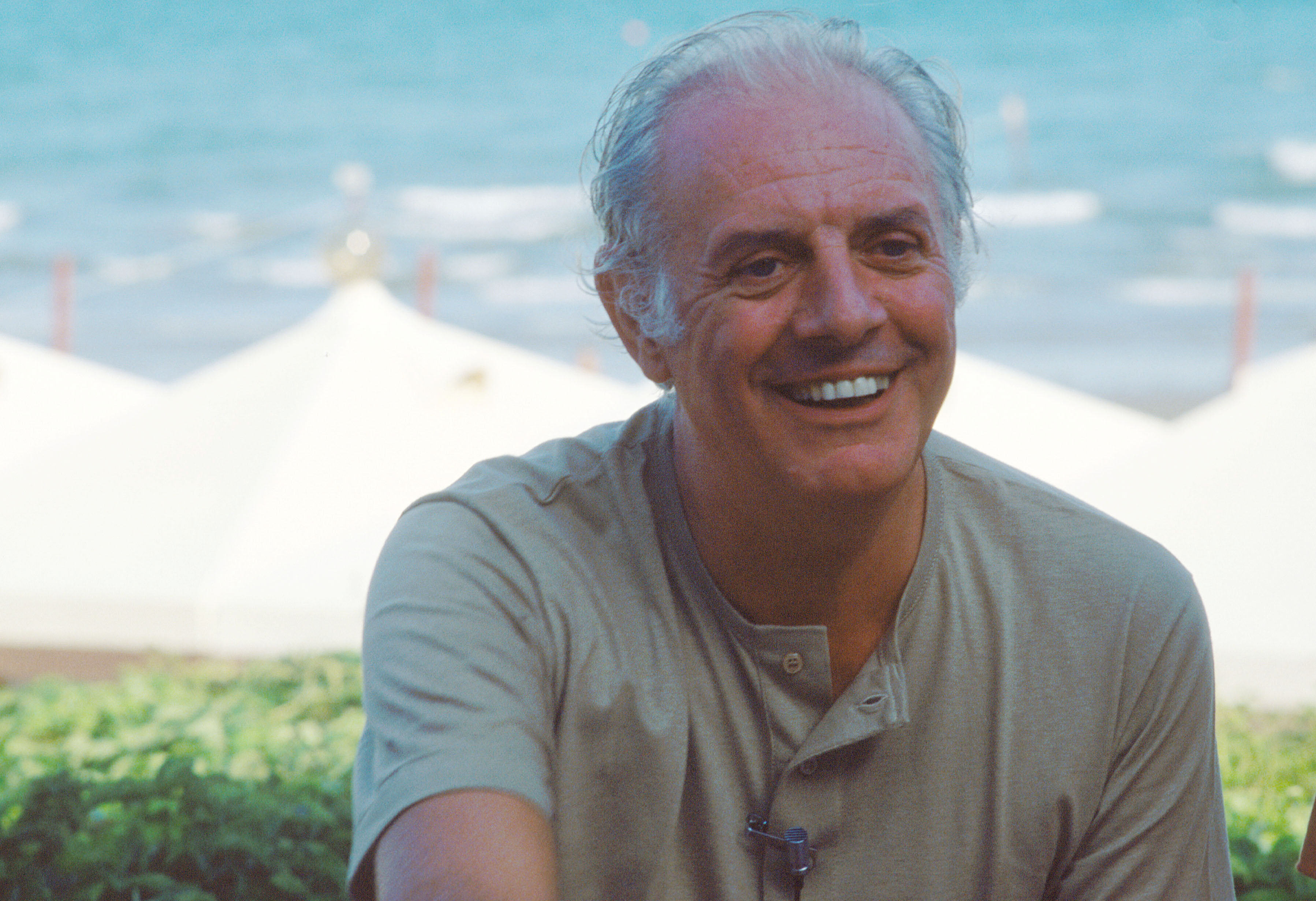
Dario Fo
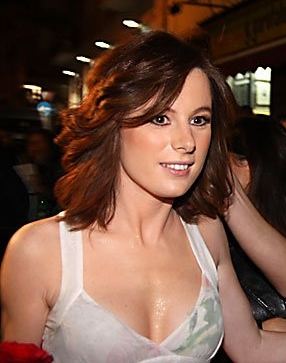
Sarah Maestri